# 甲斐大和駅
甲斐大和駅（かいやまとえき）は、山梨県甲州市大和町初鹿野（はじかの）にある、東日本旅客鉄道（JR東日本）中央本線の駅である。駅番号はCO 35。

## 歴史
開業当初の駅名は初鹿野（はじかの）。1903年（明治36年）に大月駅 - 当駅間の開通に伴い開業した古い駅である。終着駅であった時期は短く、同年6月11日には当駅 - 甲府駅間が延伸となったため、中間駅となった。
駅開業当時の所在地は東山梨郡初鹿野村であった。初鹿野村はその後1941年（昭和16年）に付近の村々と合併して大和村となったが、駅名はそのままで、52年後の1993年（平成5年）に現在の甲斐大和駅へ改称された。2005年（平成17年）、大和村は付近の市町と合併して甲州市となり、現在に至る。

### 年表
- 1903年（明治36年）
  - 2月1日：国鉄中央本線 大月駅 - 当駅間の開通と同時に初鹿野駅として開業[1]。旅客および貨物の取り扱いを開始[3]。
  - 6月11日：当駅 - 甲府駅間が開通[4]。
- 1966年（昭和41年）
  - 4月1日：貨物の取り扱いを廃止[3]。
  - 11月：駅舎を改築。
- 1984年（昭和59年）
  - 2月1日：荷物の扱いを廃止[3]。
  - 5月26日：駅員無配置駅となる[5]。
- 1987年（昭和62年）4月1日：国鉄分割民営化に伴い、東日本旅客鉄道（JR東日本）の駅となる[6]。
- 1993年（平成5年）4月1日：甲斐大和駅に改称[3]。
- 2004年（平成16年）10月16日：ICカード「Suica」の利用が可能となる[7]。東京近郊区間に編入される[7]。
- 2015年（平成27年）4月1日：再度無人化。
- 2020年（令和2年）12月1日：自動券売機の営業を終了。

## 駅構造
単式ホーム1面1線と島式ホーム1面2線の、計2面3線を有する地上駅である。ホームは嵩上げされていない。ホームは切り通しの底に置かれており、駅舎は切り通しに橋を掛けた上に位置する。このため、各ホームへは、駅舎から各ホームへ伸びる階段を下って行くことになる。なお、2・3番線に面した島式ホーム上には、駅付近で産出する甲州鞍馬石を使用したモニュメントが置かれている。
駅舎は1969年（昭和41年）11月竣工で、内部には待合所のほか、自動券売機や簡易Suica改札機があったが、自動券売機は2020年（令和2年）12月1日をもって営業を終了し、撤去された。現在は乗車駅証明書発行機が設置されている。
2014年（平成26年）3月31日までは窓口が設置されていたが、4月1日の無人化に伴い撤去された。無人化直前は塩山駅が管理する業務委託駅（JR東日本ステーションサービス委託）であった。

### のりば
| 番線 | 路線     | 方向 | 行先                   |
| ---- | -------- | ---- | ---------------------- |
| 1・2 | 中央本線 | 下り | 甲府・上諏訪・松本方面 |
| 2・3 | 中央本線 | 上り | 大月・八王子・新宿方面 |

付記事項
- 当駅では2番線を利用して、特急「あずさ」、「かいじ」の通過待ちが多く行われる。これは当駅が、大月・塩山間では唯一の追い越し可能な駅のためである。

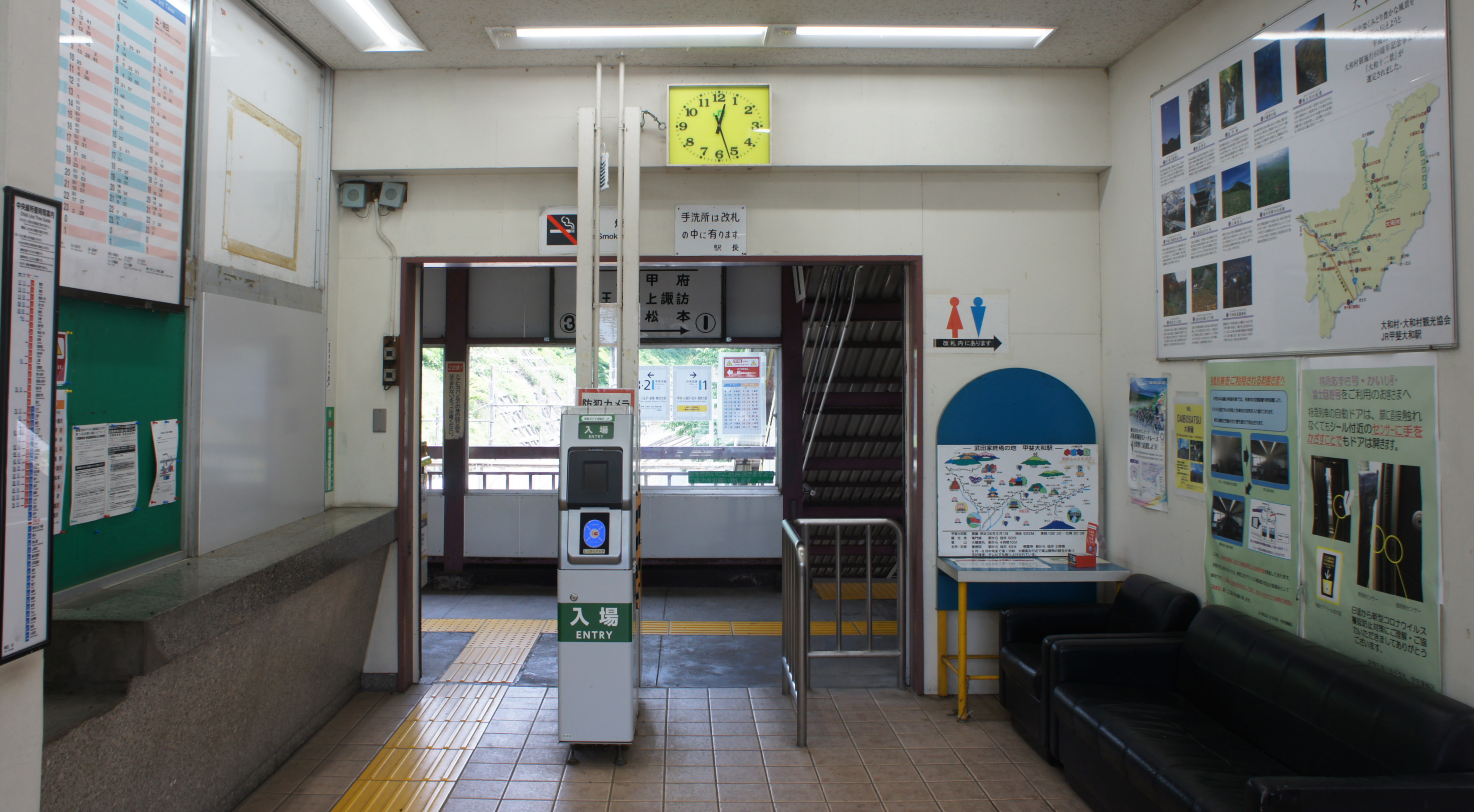
改札口（2021年5月）
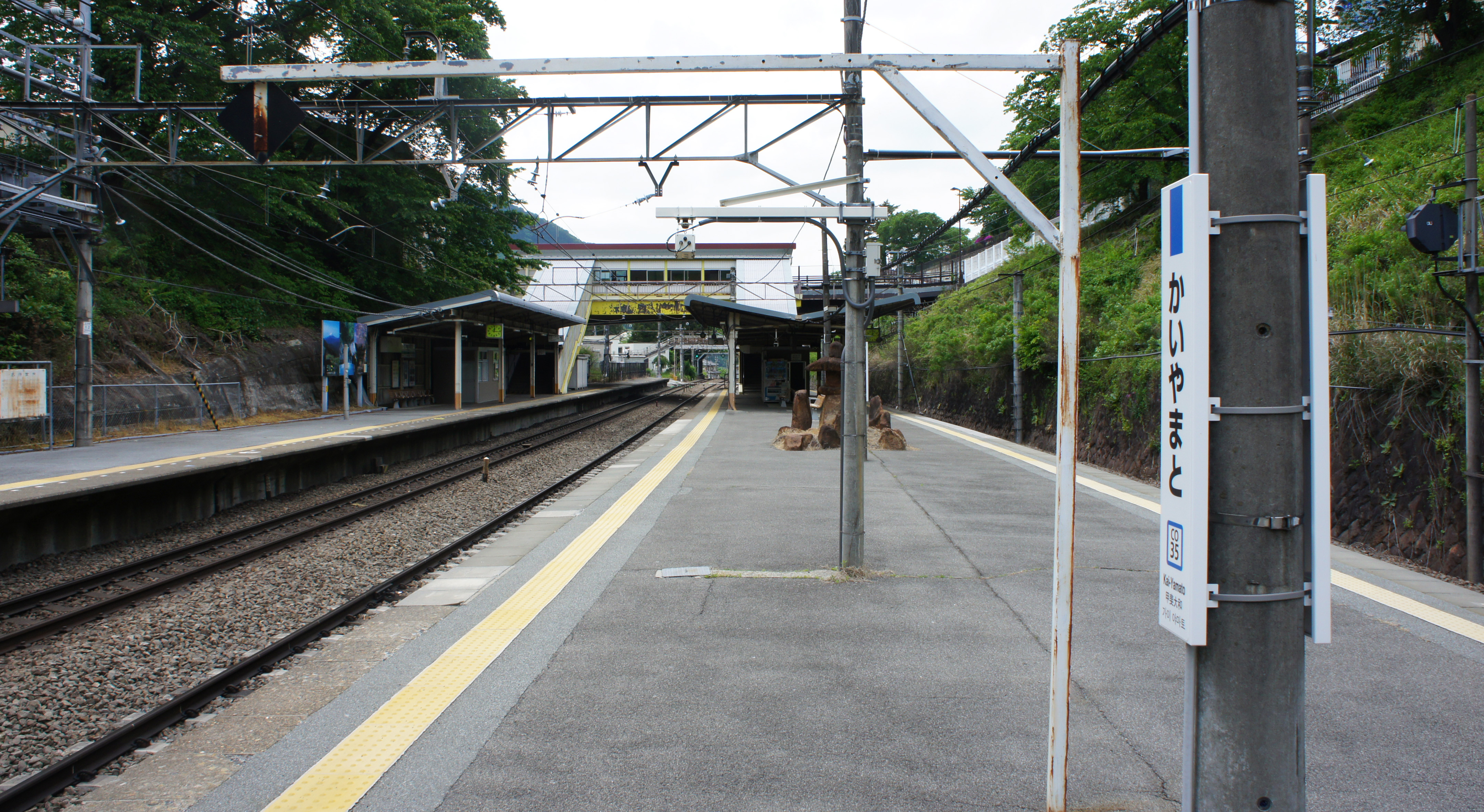
ホーム（2021年5月）
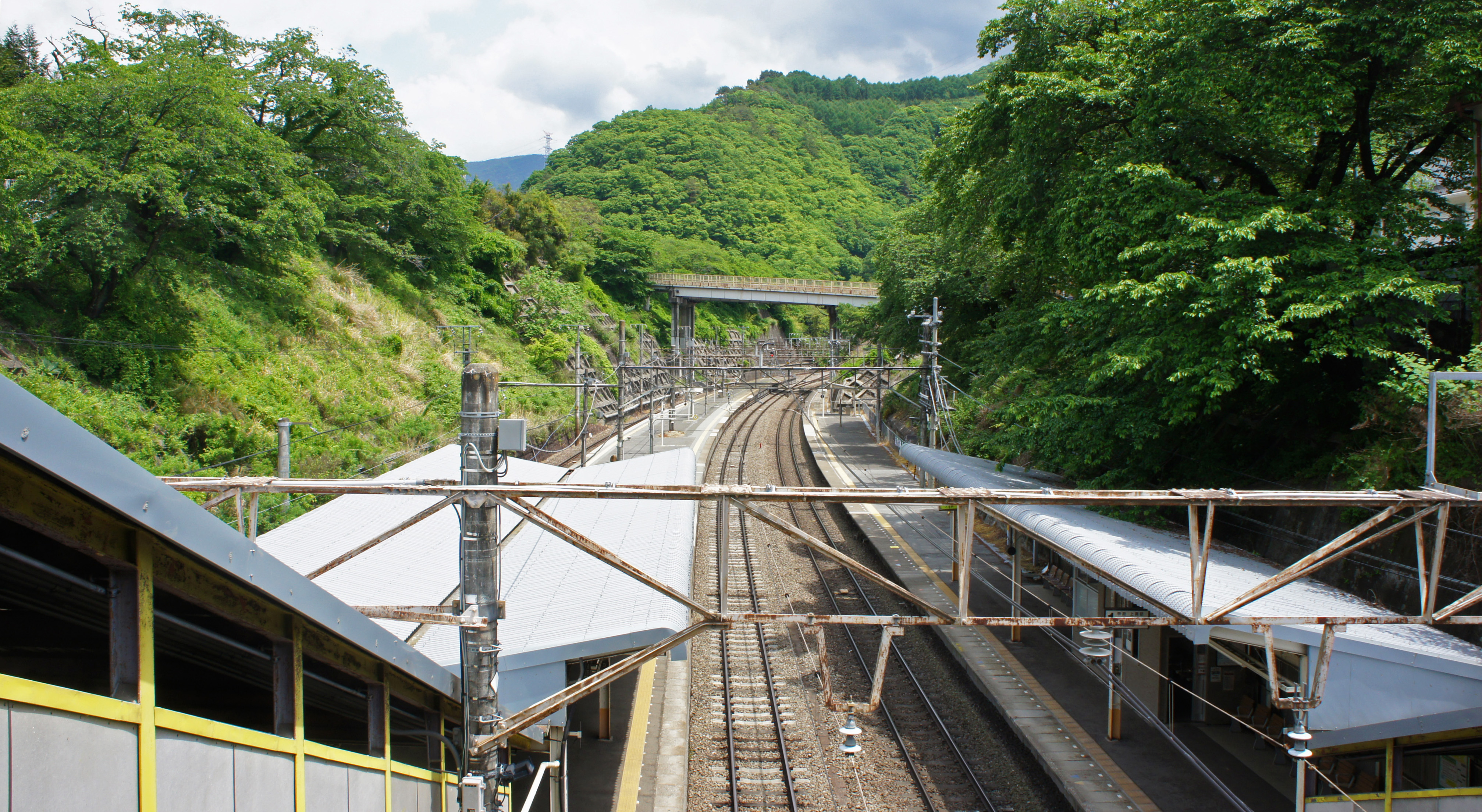
ホーム全体（2021年5月）
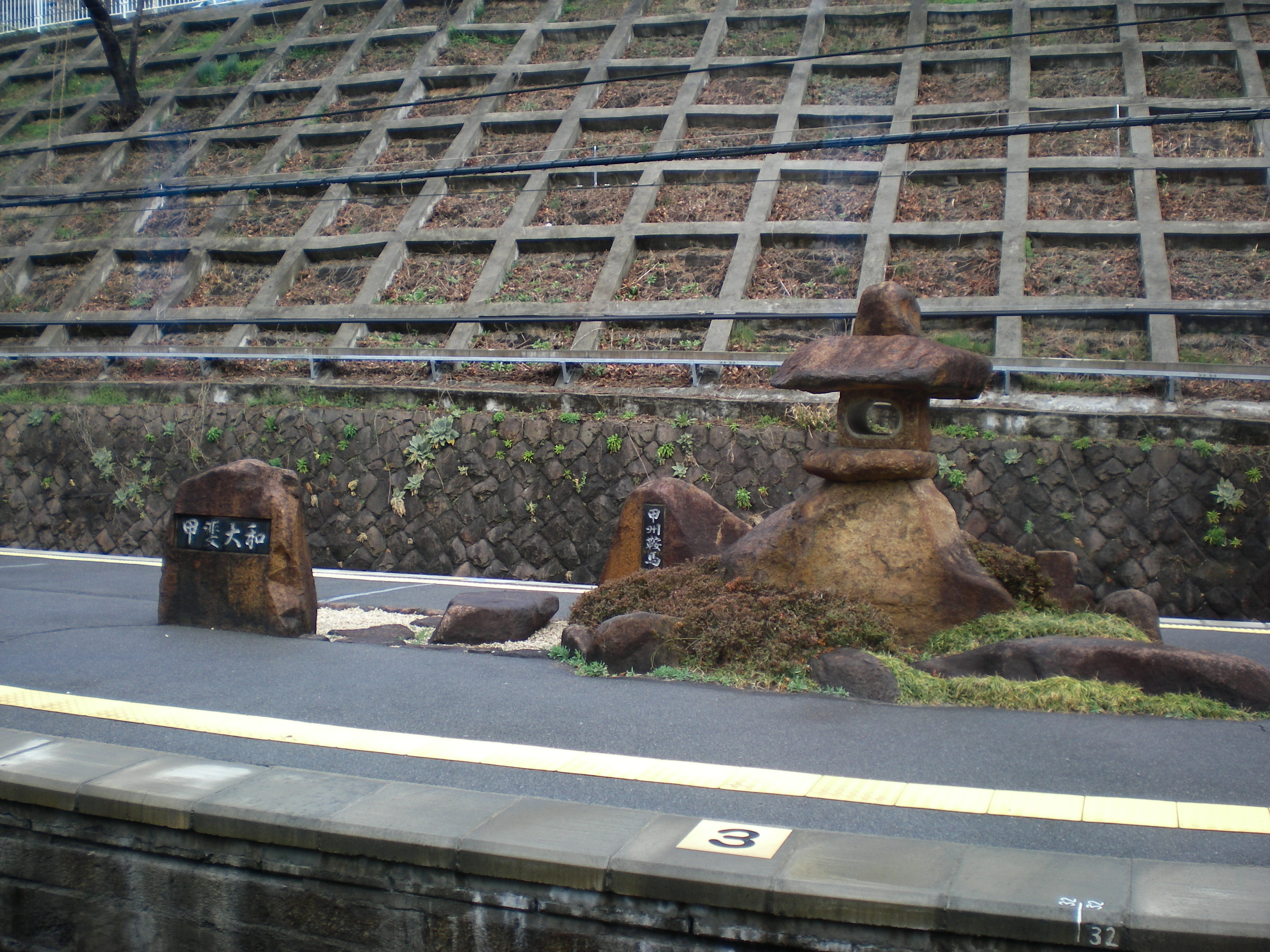
ホーム上にある甲州鞍馬石を使用したモニュメント

## 利用状況
JR東日本によると、2000年度（平成12年度）- 2013年度（平成25年度）の1日平均乗車人員の推移は以下のとおりであった。
| 1日平均乗車人員推移 | 1日平均乗車人員推移 | 1日平均乗車人員推移 | 1日平均乗車人員推移 | 1日平均乗車人員推移 |
| 年度                | 定期外              | 定期                | 合計                | 出典                |
| ------------------- | ------------------- | ------------------- | ------------------- | ------------------- |
| 2000年（平成12年）  |                     |                     | 181                 | [ 利用客数 1 ]      |
| 2001年（平成13年）  |                     |                     | 191                 | [ 利用客数 2 ]      |
| 2002年（平成14年）  |                     |                     | 191                 | [ 利用客数 3 ]      |
| 2003年（平成15年）  |                     |                     | 199                 | [ 利用客数 4 ]      |
| 2004年（平成16年）  |                     |                     | 192                 | [ 利用客数 5 ]      |
| 2005年（平成17年）  |                     |                     | 182                 | [ 利用客数 6 ]      |
| 2006年（平成18年）  |                     |                     | 190                 | [ 利用客数 7 ]      |
| 2007年（平成19年）  |                     |                     | 177                 | [ 利用客数 8 ]      |
| 2008年（平成20年）  |                     |                     | 163                 | [ 利用客数 9 ]      |
| 2009年（平成21年）  |                     |                     | 148                 | [ 利用客数 10 ]     |
| 2010年（平成22年）  |                     |                     | 146                 | [ 利用客数 11 ]     |
| 2011年（平成23年）  |                     |                     | 132                 | [ 利用客数 12 ]     |
| 2012年（平成24年）  | 79                  | 59                  | 139                 | [ 利用客数 13 ]     |
| 2013年（平成25年）  | 79                  | 64                  | 143                 | [ 利用客数 14 ]     |

## 駅周辺
駅一帯は国中地方と郡内地方との境に近い山間部であり、駅そのものは日川渓谷（ひかわ）によって出来た小さな平地にある。この駅は長大トンネルの間にはさまれて位置しており、当駅の東は笹子駅の付近まで笹子トンネル (中央本線)と新笹子トンネル、西は短い鶴瀬トンネルをはさんで勝沼ぶどう郷駅の手前まで殆どが新深沢トンネルと新大日影トンネルとなっている。
あたりは旧大和村の中心部で、地名は初鹿野（はじかの）。甲州市役所大和庁舎や小学校、中学校などがある。南の山には中央自動車道が走っている。
武田勝頼一族が自害した天目山が駅北東にあり、ほかに景徳院など、武田氏ゆかりの史跡がある。ホームには「武田氏終えんの郷」の看板が設置されているほか、2002年（平成14年）には駅裏手に武田勝頼の銅像が建立された。ほかに、甲斐武田氏の一族で代々武田氏に仕えたとされる初鹿野氏は、この地名を姓の由来としたと言われる。
- 甲州市役所 大和庁舎（旧・大和村役場）
- 大和郵便局
- 甲州市立大和中学校
- 甲州市立大和小学校
- 道の駅甲斐大和
- 国道20号（甲州街道）
- 初鹿野諏訪神社 ‐ 華麗な彫刻で囲まれた本殿は県指定文化財。御神木の朴の木（ホウノキ）は疎かにすると不祥の事件が起こると信じられ、かつてJRが線路近くの枝払いをしたところ不審な事故が連発したことから現在は枝払いの代わりに鉄骨の囲いで枝や葉が列車に触れないようにしている[9][10]。
- 日影諏訪神社 ‐ 初鹿野諏訪神社より徒歩約20分
- 甲州市市民バス「甲斐大和駅」停留所
- 栄和交通「甲斐大和駅」停留所

## その他
まれに、休日などを中心に「かいじ号」が臨時停車することがある。また、週末には季節運行で大菩薩峠の登山口、上日川峠行バスが運行され、登山の玄関口になる。

## 隣の駅
東日本旅客鉄道（JR東日本）
 中央本線
笹子駅 (CO 34) - 甲斐大和駅 (CO 35) - 勝沼ぶどう郷駅 (CO 36)

### 記事本文
1. 1 2 3 4 5 6 7 8 9  『週刊 JR全駅・全車両基地』 46号 甲府駅・奥多摩駅・勝沼ぶどう郷駅ほか79駅、朝日新聞出版〈週刊朝日百科〉、2013年7月7日、20頁。
2. 1 2  『中央本線 初狩～小淵沢駅間へ「駅ナンバリング」を拡大しました』（PDF）（プレスリリース）東日本旅客鉄道八王子支社、2020年3月23日。オリジナルの2020年3月23日時点におけるアーカイブ。2020年3月23日閲覧。
3. 1 2 3 4  石野哲 編『停車場変遷大事典 国鉄・JR編 II』（初版）JTB、1998年10月1日、181頁。ISBN 978-4-533-02980-6。
4. ↑  歴史でめぐる鉄道全路線 国鉄・JR 5号、22頁
5. ↑  「「通報」●中央本線初狩駅ほか2駅の駅員無配置について（旅客局）」『鉄道公報』日本国有鉄道総裁室文書課、1984年5月25日、2面。
6. ↑  歴史でめぐる鉄道全路線 国鉄・JR 5号、27頁
7. 1 2  『首都圏でSuicaをご利用いただけるエリアが広がります』（PDF）（プレスリリース）東日本旅客鉄道、2004年8月23日。オリジナルの2019年7月9日時点におけるアーカイブ。2020年3月25日閲覧。
8. 1 2  “JR東日本：駅構内図・バリアフリー情報（甲斐大和駅）”.   東日本旅客鉄道. 2025年6月11日閲覧。
9. ↑  杖立朴山梨県工業技術センター
10. ↑  『禁足地帯の歩き方』 吉田悠軌、学研プラス、2017、p84-88

### 利用状況
1. ↑  “各駅の乗車人員（2000年度）”.   東日本旅客鉄道. 2019年4月21日閲覧。
2. ↑  “各駅の乗車人員（2001年度）”.   東日本旅客鉄道. 2019年4月21日閲覧。
3. ↑  “各駅の乗車人員（2002年度）”.   東日本旅客鉄道. 2019年4月21日閲覧。
4. ↑  “各駅の乗車人員（2003年度）”.   東日本旅客鉄道. 2019年4月21日閲覧。
5. ↑  “各駅の乗車人員（2004年度）”.   東日本旅客鉄道. 2019年4月21日閲覧。
6. ↑  “各駅の乗車人員（2005年度）”.   東日本旅客鉄道. 2019年4月21日閲覧。
7. ↑  “各駅の乗車人員（2006年度）”.   東日本旅客鉄道. 2019年4月21日閲覧。
8. ↑  “各駅の乗車人員（2007年度）”.   東日本旅客鉄道. 2019年4月21日閲覧。
9. ↑  “各駅の乗車人員（2008年度）”.   東日本旅客鉄道. 2019年4月21日閲覧。
10. ↑  “各駅の乗車人員（2009年度）”.   東日本旅客鉄道. 2019年4月21日閲覧。
11. ↑  “各駅の乗車人員（2010年度）”.   東日本旅客鉄道. 2019年4月21日閲覧。
12. ↑  “各駅の乗車人員（2011年度）”.   東日本旅客鉄道. 2019年4月21日閲覧。
13. ↑  “各駅の乗車人員（2012年度）”.   東日本旅客鉄道. 2019年4月21日閲覧。
14. ↑  “各駅の乗車人員（2013年度）”.   東日本旅客鉄道. 2019年4月21日閲覧。